# Сегарра, Джош
Джо́шуа (Джош) Сега́рра (англ. Joshua "Josh" Segarra, род. 3 июня 1986, Орландо) — американский актёр.

## Биография
В 2009 году Сегарра сыграл Эктора Руиса, старшего брата персонажа Джессики Руис, в телесериале «Энергетическая компания» и Билли Сепеду в телесериале «Сирены» в 2014—2015 годах. В 2016 году он получил регулярную роль Эдриана Чейза в пятом сезоне телесериала «Стрела». Также Джошуа сыграл Джастина Войта в сериале «Полиция Чикаго» (2014—2016) и Лэнса Арройо в ситкоме «Другие двое» (2019—2023).
Кроме работы на телевидении и в кино, Сегарра сыграл в нескольких бродвейских мюзиклах.
В октябре 2014 года Сегарра женился на Брейс Райс, с которой долгое время встречался. У пары два сына — Гас Мэйн Сегарра (род. 30.09.2016) и Хэнк Райс Сегарра (род. 08.01.2020). Сегарра пуэрто-риканского происхождения и свободно говорит на английском и испанском языках.